# Gomaringen
Gomaringen är en kommun (tyska Gemeinde) i Landkreis Tübingen i delstaten Baden-Württemberg i Tyskland. Kommunen består av ortsdelarna (tyska Ortsteile) Gomaringen och Stockach. Folkmängden uppgår till cirka 9 300 invånare, på en yta av 17,32 kvadratkilometer.
Kommunen ingår i kommunalförbundet Steinlach-Wiesaz tillsammans med kommunerna Dußlingen och Nehren.

## Befolkningsutveckling
| Befolkningsutvecklingen i Gomaringen 1975–2015 | Befolkningsutvecklingen i Gomaringen 1975–2015 | Befolkningsutvecklingen i Gomaringen 1975–2015 | Befolkningsutvecklingen i Gomaringen 1975–2015 | Befolkningsutvecklingen i Gomaringen 1975–2015 |
| ---------------------------------------------- | ---------------------------------------------- | ---------------------------------------------- | ---------------------------------------------- | ---------------------------------------------- |
|                                                |                                                |                                                |                                                |                                                |
| År                                             |                                                |                                                | Folkmängd                                      | Areal (ha)                                     |
| 1975                                           | 1975                                           |                                                | 6 304                                          | 1 730                                          |
| 1980                                           | 1980                                           |                                                | 6 439                                          |                                                |
| 1985                                           | 1985                                           |                                                | 6 568                                          | 1 731                                          |
| 1990                                           | 1990                                           |                                                | 7 091                                          | 1 730                                          |
| 1995                                           | 1995                                           |                                                | 7 583                                          |                                                |
| 2000                                           | 2000                                           |                                                | 8 052                                          |                                                |
| 2005                                           | 2005                                           |                                                | 8 543                                          |                                                |
| 2010                                           | 2010                                           |                                                | 8 598                                          |                                                |
| 2015                                           | 2015                                           |                                                | 8 833                                          | 1 731                                          |
|                                                |                                                |                                                |                                                |                                                |